# Abdullah Jumaan Al-Dosari
Abdullah Jumaan Al-Dosari (arab. عبد الله جمعان الدوسري; ur. 10 listopada 1977 roku) – saudyjski piłkarz występujący na pozycji napastnika. Obecnie gra w Al-Ahli Dżudda.

## Kariera klubowa
Abdullah Jumaan Al-Dosari zawodową karierę rozpoczynał w 1998 roku w Al-Hilal Rijad. W debiutanckim sezonie zdobył z nim mistrzostwo kraju. Po to trofeum sięgał także w latach 2002 oraz 2005. Al-Dosari wraz z zespołem odnosił także wiele innych sukcesów. W 2000 zwyciężył w rozgrywkach Azjatyckiej Ligi Mistrzów oraz Superpucharu Azji, dwa lata później wywalczył Azjatycki Puchar Zdobywców Pucharów. Podczas sezonu 2006/07 Al-Dosari zdecydował się zmienić klub. Ostatecznie podpisał kontrakt z Al-Ahli Dżudda, z którym uplasował się na piątym miejscu w ligowej tabeli.

## Kariera reprezentacyjna
W 2002 roku Nasser Al-Johar powołał Al-Dosariego do 23-osobowej kadry reprezentacji Arabii Saudyjskiej na Mistrzostwa Świata. Na boiskach Korei Południowej i Japonii Saudyjczycy nie zdobyli ani jednego punktu i odpadli już w rundzie grupowej. Na turnieju tym Al-Dosari pełnił rolę rezerwowego, jednak wystąpił we wszystkich trzech spotkaniach. W pojedynku przeciwko Niemcom (0:8) w 77 minucie zastąpił Al Hasana Al-Yamiego, w meczu z Kamerunem (0:1) w 72 minucie zmienił Abdullaha Zubromawiego, a w spotkaniu przeciwko Irlandii (0:3) na boisku pojawił się w 68 minucie i ponownie zastąpił Zubromawiego. Dla drużyny narodowej Al-Dosari zaliczył łącznie 23 występy i zdobył sześć bramek.